# Karl Praechter

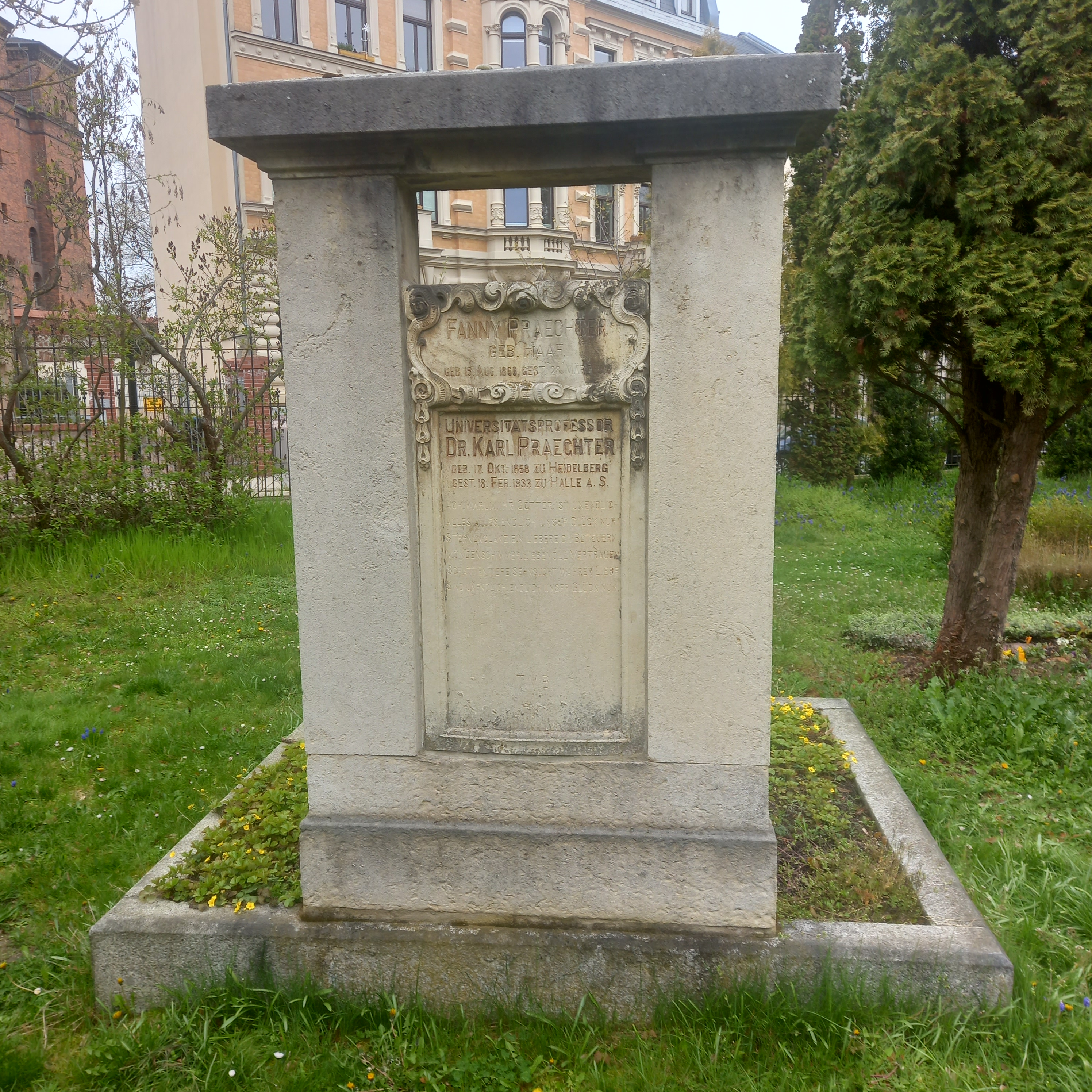
Das Grab von Karl Praechter und seiner Ehefrau Fanny geborene Haaf auf dem Laurentiusfriedhof (Halle)

Karl Praechter (* 17. Oktober 1858 in Heidelberg; † 18. Februar 1933 in Halle an der Saale) war ein deutscher Klassischer Philologe.

## Leben
Karl Praechter studierte zunächst Theologie an der Universität Lausanne, später Klassische Philologie in Tübingen, Leipzig, Bonn und Marburg, wo er 1885 zum Dr. phil. promoviert wurde. Er wurde als Student Mitglied des Philologischen Vereins Bonn im Naumburger Kartellverband.
Von 1881 bis 1887 arbeitete Praechter als Gymnasiallehrer in Durlach und Bruchsal. Anschließend vertiefte er seine Studien an der Berliner Universität, wo ihn besonders Hermann Diels und Eduard Zeller beeinflussten. 1889 habilitierte er sich an der Universität Bern, wo er 1897 zum außerordentlichen und 1899 zum ordentlichen Professor für Klassische Philologie ernannt wurde. 1907 wechselte er an die Universität Halle, wo er bis zu seiner Emeritierung (1927) wirkte.
Praechters Forschungsschwerpunkt war die Philosophie der Antike. Er veröffentlichte zahlreiche Untersuchungen und Quelleneditionen. Sein bekanntestes Werk ist die Neubearbeitung von Friedrich Ueberwegs Grundriß der Geschichte der Philosophie, Band 1: Das Altertum, der als „Ueberweg-Praechter“ bekannt ist. Von 1907 bis zu seinem Tod erstellte Praechter drei Neuauflagen des Werkes.
Praechter war Mitglied der Tübinger Burschenschaft Derendingia.